# 岸本かおる
岸本 かおる（きしもと かおる、1969年3月29日）は、日本の元AV女優。

## 略歴・人物
1988年にデビューしたロリータ系のAV女優で、女子高生役での出演が多かった。
AVの他、成人映画にも出演している。
好きなタイプは久保田利伸。

## 主な出演作品

### アダルトビデオ
- 衝撃の館 （1988年、フェニックス）
- いっぱいお口に来て… （1989年7月21日、アリスJAPAN）
- ザ・セーラー服物語 2 （1989年、ファイブスター）
- 学園本番シリーズ すごいのかけて 夢の途中 （1989年、ジューシープロデュース）
- ビデギャル乳リンピンク 跳んで開いて大運動会 （1988年11月22日、にっかつビデオフィルムズ）…共演:藤沢まりの、岬まどか、白浜なぎさ、東山絵美、新田恵美、白川桃子、豊田香里奈、沢口愛、桐原さおり、正木直美、浅野真弓、高橋樹里、相川ミク、長谷川いづみ、高中流水、高井しずか、樹ますみ、白木麻弥、藤田容子、都築れい、風間零、井上あんり、早坂りな、愛田ゆき、木内玲子、田代葉子、中村京子、芳本愛子、中原みき、本田今日子、渡辺ちひろ、水上乱
- バック・トゥ・ザ・FUCK もっと乱棒にして （1990年、桜桃書房）
- 発情尻とり （1990年、ルナエンターテイメント）
- 私のまんなかにスイートキャンディー（ビデオペガサス）
- ゴラク天国　創刊号（ゴールデンフォックス）

他

### 成人映画
- 裏ビデオONANIE 遊戯 （1988年9月10日、新東宝映画） - 共演:井上真愉見、渡瀬奈々
- ジャパゆきレポート 裂情 （1988年10月8日、エクセスフィルム） - 共演:片岡樹里、東山絵美
- 兄貴の嫁さん いん夢 （1988年11月19日、新東宝映画） - 共演:岸加奈子、風見怜香、南野千夏
- 痴漢電車 お尻自慢 （1989年1月28日、新東宝映画） - 共演:橋本杏子、伊藤清美、風見怜香、いわぶちりこ

### 写真集
- 「ジュヌフィーユ」（1989年3月20日、ミリオン出版）

### アーケードゲーム
- THE・野球拳 パート7（NEWジャトレ）共演：美穂由紀、葉月ひかる、小川真実